# 馬柳斯·約普
馬柳斯·約普（波蘭語：Mariusz Jop；1978年8月3日—）是一位波蘭足球運動員。在場上的位置是後衛。他效力過的最後一家球隊是戈爾尼克扎布熱。他也是波蘭國家足球隊的一員，曾代表波蘭參加2006年世界杯和2008年歐錦賽。